# Mariella Mularoni
Mariella Mularoni (San Marino, 15 ottobre 1962) è una politica e insegnante sammarinese, che ha ricoperto la carica di capitano reggente di San Marino dal 1º ottobre 2019 al 1º aprile 2020, assieme a Luca Boschi.

## Biografia
Mariella Mularoni dal 1987 è insegnante di Lingua Inglese presso la Scuola Media e la Scuola Superiore del Titano. Dal 1994 è iscritta al Partito Democratico Cristiano Sammarinese, nel 2013 è entrata a fare parte del Consiglio Centrale del suo partito e l'anno seguente è diventata membro della Direzione. Nel 2013 è stata eletta al Consiglio Grande e Generale ed è stata riconfermata nel 2016. Il 16 settembre 2019 è stata eletta alla prima chiamata alla carica di capitano reggente ed è entrata in carica il 1º ottobre successivo. Al momento della sua elezione a capitano reggente ricopriva le cariche di Vice Capogruppo consiliare e di Vice Presidente del Gruppo presso l'Unione Interparlamentare ed era membro della Commissione Consiliare Affari Interni.

## Vita privata
Mariella Mularoni è madre di due figli e ha curato diverse iniziative presso il Rotary Club di San Marino, tra cui una contro lo spreco alimentare.